# 警務官

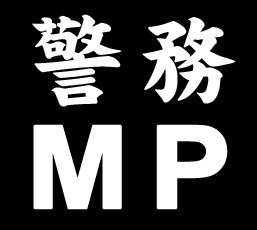
警務腕章（MP=Military Police 憲兵の意）

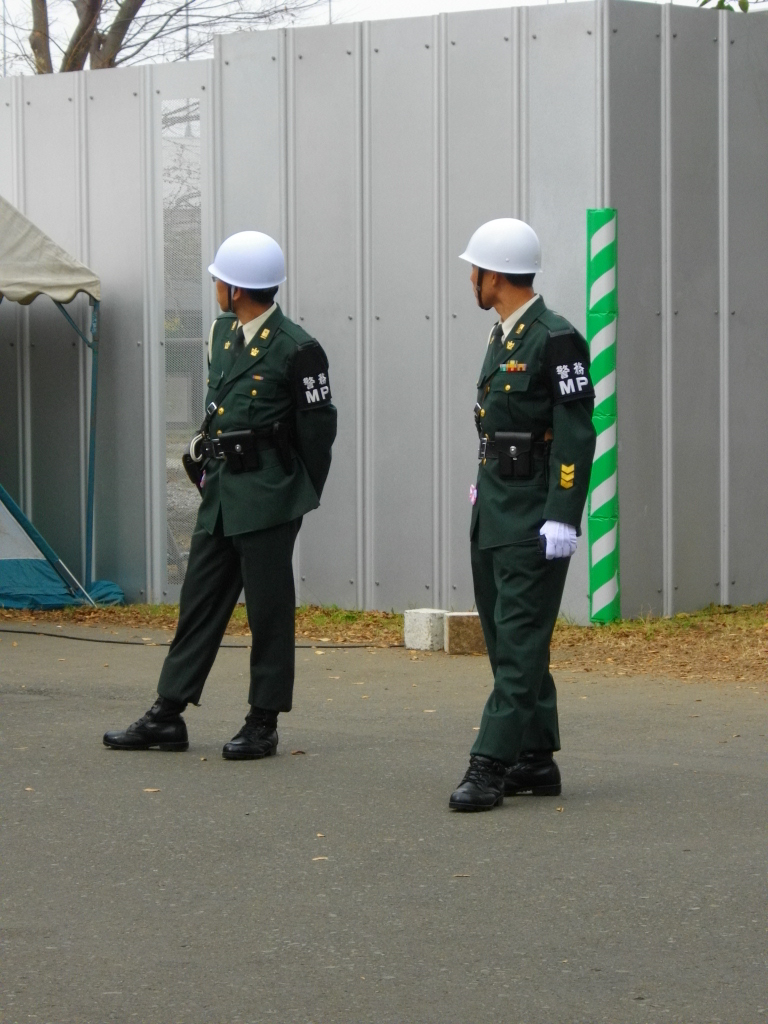
陸上自衛隊警務官

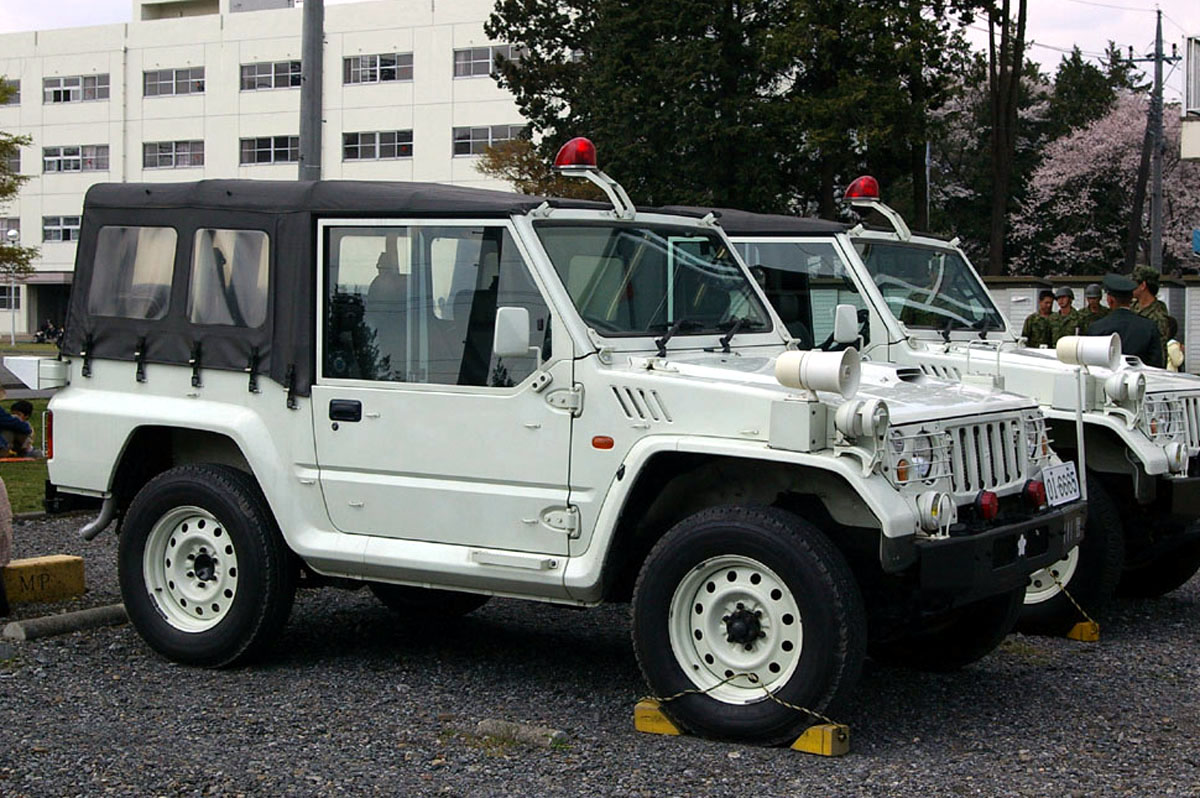
陸上自衛隊 警務隊の73式小型トラック。白色に塗装され、サイレンやブラケット留めにされた赤色灯が着けられている。

警務官（けいむかん）とは、陸・海・空の各自衛隊で部内の秩序維持の職務に専従する者であって、刑事訴訟法（昭和23年法律第131号）の規定による司法警察員として職務を行う3等陸曹、3等海曹又は3等空曹以上の自衛官をいう（特別司法警察職員）。各自衛隊ごとに、防衛大臣直轄部隊として陸上自衛隊は「警務隊」、海上自衛隊は「海上自衛隊警務隊」、航空自衛隊は「航空警務隊」が、それぞれ編成されている。
陸士長、海士長又は空士長以下の者は、警務官補（けいむかんぽ）と呼称し、司法巡査とされる。陸上自衛隊では、警務科の職種に指定されている。
軍隊（国軍）の憲兵に相当するが、後述の通り、旧日本軍の憲兵と異なり、一般国民に対する司法警察権や行政警察権を有さない。独自の起訴や裁判、法的処分を行なうことがないのは一般の警察官と同様である。警察官等他の司法警察職員と同様、逮捕して取り調べた被疑者については、検察庁へ送致する。
警務官には、自衛官身分証明書と別に警察官の警察手帳（旧型および新型）と類似した型式の「警務手帳」が貸与される。

## 任用資格
警務官等の指定については、「警務官及び警務官補の指定並びに権限の行使及び調整に関する訓令（昭和30年防衛庁訓令第33号）」第1条が定めている。陸上自衛官については陸上幕僚長、海上自衛官については海上幕僚長、航空自衛官については航空幕僚長が下記の項目に従い命じる。ただし、階級が3等陸・海・空佐以上の自衛官は防衛大臣の承認を得る。
1. 陸上自衛隊小平学校（警察予備隊総隊学校、保安隊業務学校および陸上自衛隊業務学校を含む。）において司法警察職員の職務に関する基礎教育の課程を修了した者
2. 旧裁判所構成法（明治23年法律第6号）による検事又は検察庁法（昭和22年法律第61号）による検察官若しくは検察事務官であった者
3. 旧刑事訴訟法（大正11年法律第75号）による司法警察官吏又は刑事訴訟法（昭和23年法律第131号）による司法警察職員であった者
4. 3等陸佐、3等海佐又は3等空佐以上の自衛官であつて、旧大学令（大正7年勅令第388号）による大学若しくは学校教育法（昭和22年法律第26号）による大学又は旧専門学校令（明治36年勅令第61号）による専門学校の法科系統の教育を修了した者又はこれらと同等の学識経験があると認められる者（学士（法学）の学位を有する者など。）

警務官等はこれらの資格を有する者のうちから、防衛大臣又はその指定する者が命ずる。
自衛隊の採用情報ページには警務官募集の項目が用意されている。
なお、3尉以上の警務官は、副検事選考試験に合格すれば、副検事（検察官の一）に任官することができる。例えば2016年（平成28年）4月1日付で長野地検に次席検事として着任した検察官は、防衛大学校卒業後、陸上自衛隊警務隊在籍時に検察官を志し、副検事選考、特別選考試験を経て1996年（平成8年）に札幌地検検事として任官した経歴を持つ。2020年（令和2年）9月に鹿児島地検検事正まで昇進した。

## 制服
「自衛官服装規則」（昭和32年2月6日防衛庁訓令第4号）第15条等により、警務官および警務官補である自衛官は、警務職務に従事する場合には、必要に応じ、所定の制服等のほか、次の各号に掲げるものを着用することとなっている。
1. 帯革（ガンベルトの事　本革、負革（つまりサム・ブラウン・ベルト本体とサスペンダー）、警棒吊り、手錠入れおよびけん銃弾倉入れ）
2. 警棒
3. けん銃
4. けん銃吊り
5. けん銃吊り紐（ランヤード）
6. 警笛
7. 警笛吊り鎖
8. 警務腕章（「警務　MP」という文字が入る。）
9. 手錠及び捕縄
10. 半脚絆（海上自衛官に限る。）

また、正帽（自衛官なので前章は自衛隊の物）に代えて白色の66式鉄帽や中帽を着用できる等の特殊の定めも置かれている。

## 警務隊・海上自衛隊警務隊・航空警務隊の任務
司法警察職務および保安職務の意義
「警務隊の組織及び運用に関する訓令（昭和34年陸上自衛隊訓令第61号）」第2条、「海上自衛隊警務隊の編制及び運用に関する訓令（昭和37年海上自衛隊訓令第9号）」第2条および「航空警務隊の任務及び運用に関する訓令（昭和36年航空自衛隊訓令第3号）」第2条は、それぞれ陸海空の警務隊の任務たる司法警察職務（海空では司法警察業務）および保安職務（海空では保安業務）の意味を定めている。司法警察職務とは、警務隊の主たる任務であり、司法警察活動に相当する。他方、保安職務（業務）とは、本来は各部隊の長等が担当すべきものであって、警務隊はむしろこれに協力するものとされている。このように保安職務（業務）は、自衛隊の行政権の行使の一部として行われるものであり、行政警察活動に相当する。
また、「警護」も保安職務（業務）なので、防衛大臣等が自衛隊の施設を訪問する際等には、陸海空の部隊に応じて、通常、陸海空それぞれの警務官が警護に当たる。
警務隊
- 司法警察職務：犯罪の捜査および被疑者の逮捕。
- 保安職務：交通統制、警護、犯罪の予防、規律違反の防止等。

海上自衛隊警務隊
- 司法警察業務：「刑事訴訟法（昭和23年法律第131号）」の規定による司法警察職員としての職務を内容とする業務。
- 保安業務：巡察、先導、警護、交通統制および所在不明隊員の捜索等犯罪の予防および規律違反の防止のための業務。

航空警務隊
- 司法警察業務：犯罪の捜査および被疑者の逮捕。
- 保安業務：部隊等の長（基地司令を含む。）の行なう交通の統制、警護並びに規律違反の防止等に協力してこれらの業務。

警務官の職務執行対象となる犯罪
自衛隊法第96条により下記の犯罪についてのみ職務を行う。所管が限られているので、捜査し摘発を行なった事件が報道された例はほとんどない（警察と競合するので、脱柵中・勤務時間外に犯罪を犯した自衛官は警察に逮捕される例が多い）。数少ない例が三島事件や防衛大学校学生保険金詐欺事件。
- 自衛官並びに陸上幕僚監部、海上幕僚監部、航空幕僚監部および部隊等に所属する自衛官以外の隊員並びに（防衛大学校や陸上自衛隊高等工科学校の）学生、訓練招集に応じている予備自衛官および即応予備自衛官並びに教育訓練招集に応じている予備自衛官補の犯した犯罪又は職務に従事中の隊員に対する犯罪その他隊員の職務に関し隊員以外の者の犯した犯罪
- 自衛隊の使用する船舶、庁舎、営舎その他の施設内における犯罪
- 自衛隊の所有し、又は使用する施設又は物に対する犯罪（機材の毀損や窃盗）

## 警務隊

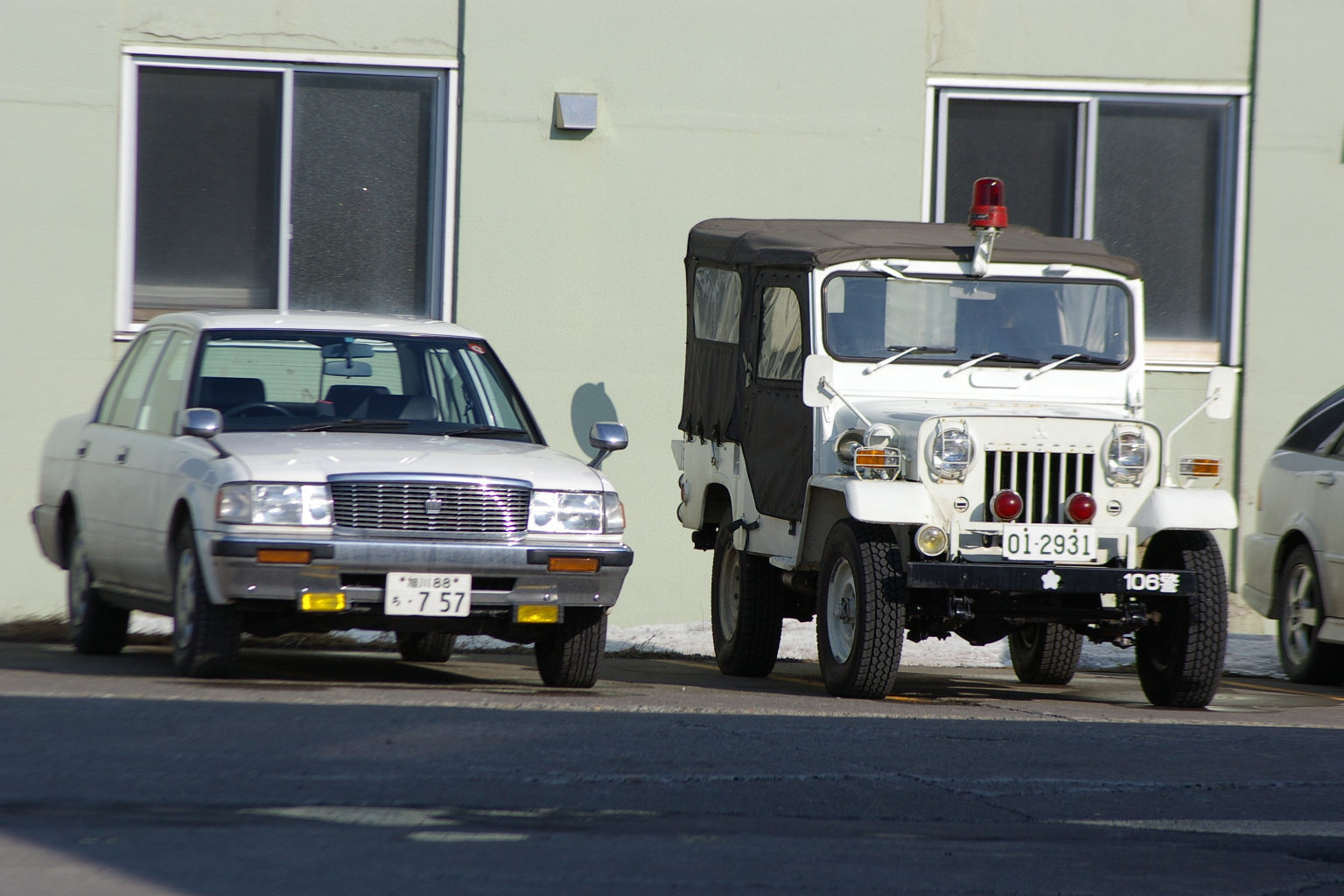
業務車3号の覆面パトカーと1期型73式小型トラック

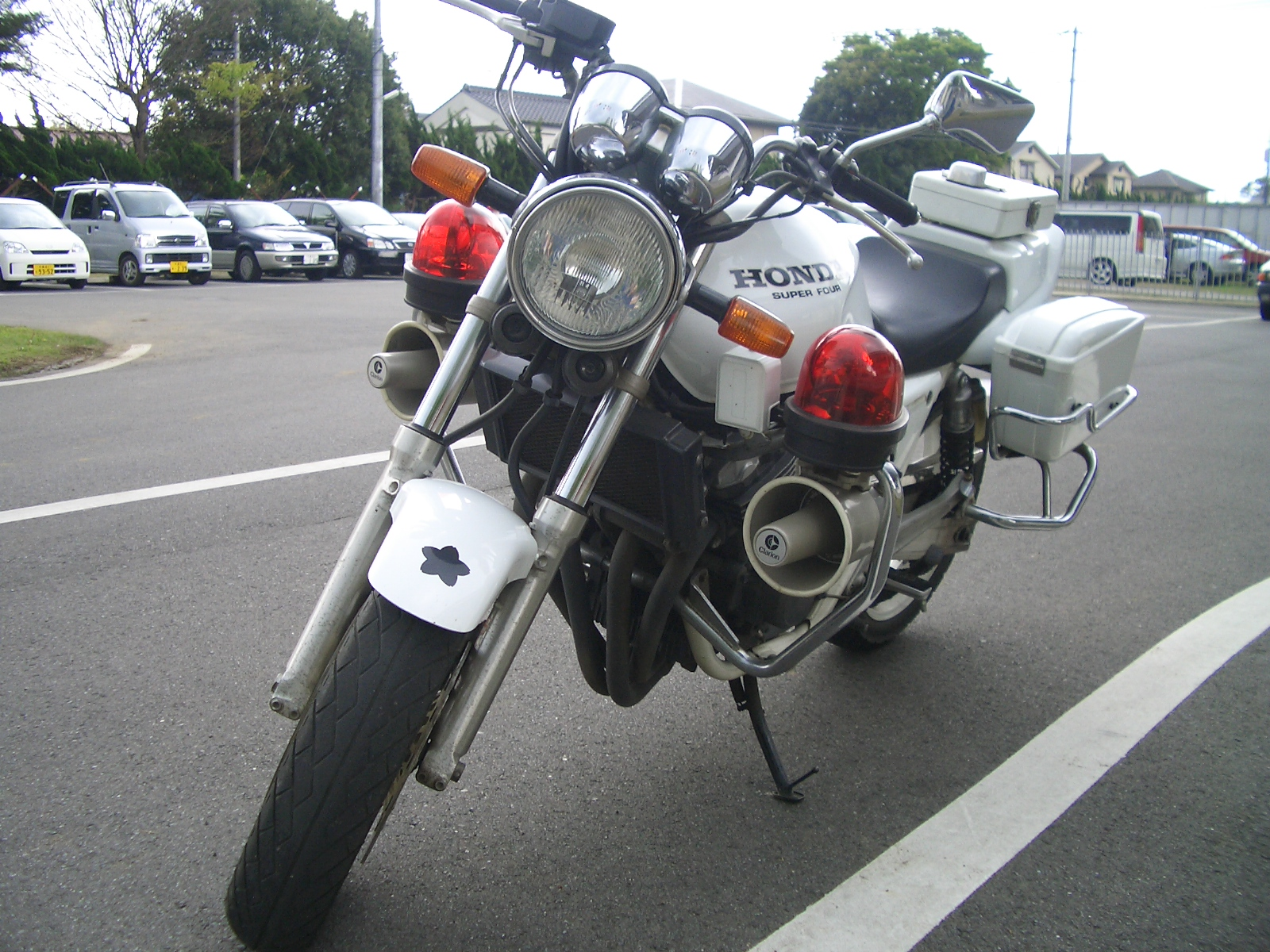
陸上自衛隊の警務隊が保有する白バイ

陸上自衛隊の「警務隊」（JGSDF Military Police）は、警務隊本部および中央警務隊並びに5個の方面警務隊からなる。本部は陸上自衛隊市ヶ谷駐屯地に置かれ、警務隊長は陸将補（二）が充てられる。
なお、保安隊時代の昭和28年当時には、警務隊は全国で約800名、27駐屯地に配属されており、そのうち警務官および警務官補として指定された者は保安隊では122名であった。

### 概要
各方面警務隊は方面隊毎に置かれ、方面隊管内を担当する。これは方面警務隊本部および、幾つかの地区警務隊、1個の保安警務中隊からなり、本部は各方面総監部所在駐屯地に在り、方面警務隊長には1等陸佐（二）が充てられる。
2007年（平成19年）度末の改編により、捜査部隊と保安部隊の集約一元化が図られ、警務隊隷下の5個方面警務隊の下に、合わせて18個地区警務隊・5個保安警務中隊を置くことになった。
地区警務隊は概ね師団・旅団ごとに置かれ、それらの管内を担当する。他にも第1空挺団等を担当する第127地区警務隊（茨城県・千葉県担当）、富士学校等を担当する第128地区警務隊（山梨県・静岡県担当）、防衛大学校や陸上自衛隊高等工科学校等を担当する第129地区警務隊（神奈川県担当）が置かれている。本部はそれら司令部等の所在駐屯地に在り、地区警務隊長は2等陸佐（基準）が充てられる。地区警務隊は、地区警務隊本部、駐屯地警務隊および直接支援保安警務隊等からなる。
さらに、地区警務隊の警務職務を分担させるため、地区警務隊担当地区の殆どの駐屯地等に、規模によって警務派遣隊又は警務連絡班が置かれている。警務派遣隊長・同連絡班長には1等陸尉～3等陸尉、規模により3等陸佐が充てられる。
常設部隊ではないが、これまで海外派遣された陸上自衛隊の部隊には、隷下部隊から人員が選抜され、警務班を編成、随行していた。さらにイラク派遣では、部隊の規模が大きいことから、班ではなく警務派遣隊が随行した。これらの警務班又は警務派遣隊は原則的には派遣部隊指揮官の指揮を受けるが、司法警察職務は刑事訴訟法に基づく司法警察職員としての権限であって、司法警察職務については派遣部隊指揮官の指揮を受けることはない。
なお、警務隊内では3年に一度「警務隊戦技競技会」が実施され、鑑識、逮捕術、持続走の3種目が競われている。

### 沿革
第400保安大隊

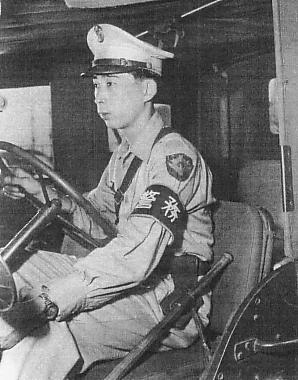
保安隊時代の警務官。

- 1952年（昭和27年）7月15日：第400保安大隊が松戸駐屯地において編成完結。

第400警務大隊
- 1952年（昭和27年）8月1日：第400保安大隊（松戸駐屯地）が第400警務大隊と改称。

- 1953年（昭和28年）6月15日：司法警察職務の任務を付与。
- 1954年（昭和29年）
  - 3月16日：第400警務大隊本部が松戸駐屯地から練馬駐屯地へ移駐。
  - 6月20日：第400警務大隊本部が練馬駐屯地から豊島分屯地へ移駐。

警務隊
- 1954年（昭和29年）9月25日：第400警務大隊本部（豊島分屯地）が警務隊と改称。

1. 本部および付隊、警務隊保安中隊、北部方面警務隊、6個管区警務隊に改編。
2. 北部方面警務隊が札幌駐屯地において編成完結。

- 1956年（昭和31年）1月25日：西部方面警務隊が健軍駐屯地に新編。
- 1957年（昭和32年）8月27日：警務隊本部が豊島分屯地から芝浦駐屯地に移駐。
- 1960年（昭和35年）1月14日：方面管区制施行により、警務隊本部と5個方面警務隊に改編、同時に長官直轄となる。

1. 警務隊本部が芝浦駐屯地から市ヶ谷駐屯地へ移駐。
2. 東北方面警務隊が仙台駐屯地において編成完結。
3. 東部方面警務隊が市ヶ谷駐屯地において編成完結。
4. 中部方面警務隊が伊丹駐屯地において編成完結。

- 1961年（昭和36年）5月29日：警務隊本部が市ヶ谷駐屯地から再び芝浦分屯地へ移駐。
- 1973年（昭和48年）3月27日：部隊改編。

1. 駐屯地警務隊を廃止し、師団警備地域に対応する17個の「地区警務隊」を配置。
2. 警務隊本部に付警務隊を新編。

- 1994年（平成06年）11月：移駐等。

1. 東部方面警務隊本部が市ヶ谷駐屯地から朝霞駐屯地へ移駐。
2. 東富士演習場違法射撃事件（警務隊も犯罪隠蔽に協力したことから、後に警務隊の存在意義が問われた防衛不祥事。）が発生。

- 2000年（平成12年）3月10日：防衛庁移転計画に基づき、警務隊本部および本部付警務隊（檜町駐屯地）が芝浦分屯地から市ヶ谷駐屯地へ移駐。
- 2008年（平成20年）3月26日：大規模改編。

1. 18個地区警務隊を改編（旧地区警務隊を一旦廃止し、新たに編成）。
2. 方面総監直轄部隊の保安中隊を「保安警務中隊」に改編し、各方面警務隊隷下に編合、司法警察職務任務を付与。
3. 師団・旅団司令部付隊に編成されていた「保安警務隊」を「直接支援保安警務隊」に改編し、当該地区警務隊隷下に編合、同じく司法警察職務任務を付与。

- 2011年（平成23年）4月22日：中央警務隊（陸海空特殊犯罪捜査機能を集約した3自衛隊の警務官からなる部隊（海空警務隊からの約10人の派遣要員を含む約50人で編成））を新編。これに伴い本部付警務隊（市ヶ谷駐屯地）が廃止[12][13]。

### 部隊編成
（派遣隊、連絡班、直接支援保安警務隊などは省略した）
- 警務隊本部（総務科、企画訓練科、捜査科、保安科）
- 中央警務隊（市ヶ谷地区および中央指揮所の警備を担当）
- 北部方面警務隊（札幌駐屯地）
  - 第119地区警務隊（旭川駐屯地、旧・第106地区警務隊）
  - 第120地区警務隊（真駒内駐屯地、旧・第101地区警務隊）
  - 第121地区警務隊（帯広駐屯地、旧・第107地区警務隊）
  - 第122地区警務隊（東千歳駐屯地、旧・第108地区警務隊）
  - 第301保安警務中隊（札幌駐屯地、旧・第301保安中隊）
- 東北方面警務隊（仙台駐屯地）
  - 第123地区警務隊（青森駐屯地、旧・第109地区警務隊）
  - 第124地区警務隊（神町駐屯地、旧・第110地区警務隊）
  - 第305保安警務中隊（仙台駐屯地、旧・第305保安中隊）
- 東部方面警務隊（朝霞駐屯地）
  - 第125地区警務隊（相馬原駐屯地、旧・第111地区警務隊）
  - 第126地区警務隊（練馬駐屯地、旧・第102地区警務隊）
  - 第127地区警務隊（習志野駐屯地、旧・第112地区警務隊）
  - 第128地区警務隊（富士駐屯地、旧・第104地区警務隊）
  - 第129地区警務隊（久里浜駐屯地、旧・第113地区警務隊）
  - 第302保安警務中隊（市ヶ谷駐屯地、旧・第302保安中隊）（特別儀仗隊）
- 中部方面警務隊（伊丹駐屯地）
  - 第130地区警務隊（守山駐屯地、旧・第114地区警務隊）
  - 第131地区警務隊（千僧駐屯地、旧・第115地区警務隊）
  - 第132地区警務隊（海田市駐屯地、旧・第116地区警務隊）
  - 第133地区警務隊（善通寺駐屯地、旧・第118地区警務隊）
  - 第304保安警務中隊（伊丹駐屯地、旧・第304保安中隊）
- 西部方面警務隊（健軍駐屯地）
  - 第134地区警務隊（福岡駐屯地、旧・第103地区警務隊）
  - 第135地区警務隊（北熊本駐屯地、旧・第117地区警務隊）
  - 第136地区警務隊（那覇駐屯地、旧・第105地区警務隊）
  - 第303保安警務中隊（健軍駐屯地、旧・第303保安中隊）

地区警務隊のナンバーは、地区警務隊単位が発足して以来、2007年（平成19年）度末までの第101～118の各地区警務隊を一旦全て廃止し、新たに振られたものである。これは以前と異なり、おおむね北から南に向かって順につけられた。これは他の陸上自衛隊の部隊と違って特徴的である。これは警務隊本部主導で新規に付与することになり、担当地区の重要性や部隊規模の大小、編成時期などの問題（駆け引き）が発生しなかったからである（事実、同時期の部隊新設・改編でも、他の部隊ではナンバーの付け方に規則性がない）。
各方面総監直轄部隊であった保安中隊から、各方面警務隊の隷下になった保安警務中隊についてはナンバーはそのまま移行している。これについては、国賓を迎えた時などに編成される特別儀仗隊として名高い第302保安中隊の番号をそのまま移行させるためと言われる。

### 主要幹部
| 官職名       | 階級          | 氏名       | 補職発令日     | 前職                                        |
| ------------ | ------------- | ---------- | -------------- | ------------------------------------------- |
| 警務隊長     | 陸将補（二）  | 河野保之   | 2025年03月24日 | 陸上幕僚監部警務管理官                      |
| 副隊長       | 1等陸佐（一） | 古頭慎一   | 2024年12月20日 | 東北方面総監部法務官                        |
| 総務科長     | 2等陸佐       |            |                |                                             |
| 企画訓練科長 | 1等陸佐       | 白岸正太郎 | 2024年08月01日 | 陸上自衛隊教育訓練研究本部勤務              |
| 捜査科長     | 1等陸佐       | 松岡利治   | 2022年03月14日 | 第126地区警務隊長 ※2022年7月1日 1等陸佐昇任 |
| 保安科長     | 2等陸佐       |            |                |                                             |

| 代 | 氏名                   | 在職期間               | 出身校・期                       | 前職                                                           | 後職                                            | 備考                  |
| -- | ---------------------- | ---------------------- | -------------------------------- | -------------------------------------------------------------- | ----------------------------------------------- | --------------------- |
| 01 | 池田恵三郎 （1等陸佐） | 1954.9.25 - 1955.11.15 | 警察講習所                       | 陸上幕僚監部警務課長（兼務）                                   | 陸上自衛隊富士学校副校長 兼 富士駐とん地司令    |                       |
| 02 | 櫻井基重 （1等陸佐）   | 1955.11.16 - 1958.7.31 |                                  | 第1管区総監部総務課長                                          | 警務隊付                                        | ○                     |
| 03 | 中村勇吉 （1等陸佐）   | 1958.8.1 - 1959.4.24   |                                  | 陸上幕僚監部警務課長 →1957.3.16 陸上幕僚監部警務課付 →警務隊付 | 陸上幕僚監部警務課長                            | ○                     |
| 04 | 南村国雄 （1等陸佐）   | 1959.4.25 - 1961.7.31  | 立命館大学                       | 陸上自衛隊調査隊副隊長                                         | 警務隊本部付 →1961.9.1 停年退官                 | ○                     |
| 05 | 小村恒一 （1等陸佐）   | 1961.8.1 - 1964.7.15   | 陸士45期                         | 北部方面総監部警務課長                                         | 警務隊本部付 →1965.2.24 停年退官                | ○                     |
| 06 | 大串清 （1等陸佐）     | 1964.7.16 - 1966.7.15  | 中央大学                         | 東部方面警務隊長                                               | 警務隊付 →1967.2.1 停年退官                     | ○                     |
| 07 | 加藤清信 （1等陸佐）   | 1966.7.16 - 1970.7.15  | 陸士53期                         | 北部方面総監部警務課長                                         | 陸上幕僚監部付 →1970.9.3 停年退官（陸将補昇任） | ○                     |
| 08 | 入江啓二 （1等陸佐）   | 1970.7.16 - 1972.3.15  |                                  | 陸上幕僚監部警務課                                             | 陸上幕僚監部警務課勤務                          | ○                     |
| 09 | 長谷晋                 | 1972.3.16 - 1973.7.15  | 陸士54期                         | 東北方面総監部幕僚副長                                         | 陸上自衛隊富士学校副校長                        | ○                     |
| 10 | 中山義正               | 1973.7.16 - 1975.7.15  | 早稲田大学                       | 陸上幕僚監部警務課長 →1974.3.16 陸将補昇任                     | 陸上幕僚監部付 →1976.1.1 退職                   | ○                     |
| 11 | 渡部明恭               | 1975.7.16 - 1977.10.31 | 陸士60期                         | 北部方面総監部警務課長 →1977.1.1 陸将補昇任                    | 統合幕僚会議事務局第1幕僚室長                   | ○                     |
| 12 | 丸山豪                 | 1977.11.1 - 1979.7.31  | 海兵74期                         | 陸上幕僚監部警務課長                                           | 陸上幕僚監部付 →1980.1.1 退職                   | ○                     |
| 13 | 今井敏夫               | 1979.8.1 - 1982.1.10   | 陸士60期・ 早稲田大学 昭和28年卒 | 陸上幕僚監部人事部警務課長 →1980.1.1 陸将補昇任                | 陸上幕僚監部付 →1982.4.1 退職                   | ○                     |
| 14 | 本多武司               | 1982.1.11 - 1983.3.15  | 早稲田大学 昭和29年卒            | 陸上幕僚監部監理部法務課長 →1982.7.1 陸将補昇任                | 陸上幕僚監部付 →1983.4.1 退職                   | ○                     |
| 15 | 宮川満                 | 1983.3.16 - 1986.3.16  | 中央大学 昭和30年卒              | 陸上幕僚監部人事部警務課長 →1984.1.1 陸将補昇任                | 陸上幕僚監部付 →1986.7.1 退職                   | ○                     |
| 16 | 渡邊保博               | 1986.3.17 - 1987.7.6   | 同志社大学                       | 陸上幕僚監部人事部警務課長                                     | 退職                                            | ○                     |
| 17 | 藤本義人               | 1987.7.7 - 1990.7.8    | 防大4期                          | 警務隊副隊長                                                   | 陸上自衛隊関西地区補給処長 兼 宇治駐屯地司令    | ○                     |
| 18 | 瀬山博英               | 1990.7.9 - 1992.6.15   | 防大5期                          | 陸上幕僚監部人事部警務課長 →1991.4.1 陸将補昇任                | 陸上自衛隊施設補給処長 兼 古河駐屯地司令        | ○                     |
| 19 | 吉田耕平               | 1992.6.16 - 1994.3.22  | 防大6期                          | 陸上幕僚監部人事部警務課長 →1993.4.1 陸将補昇任                | 第6師団副師団長 兼 神町駐屯地司令               | ○                     |
| 20 | 上杉俊二               | 1994.3.23 - 1995.6.29  | 防大8期                          | 自衛隊札幌地方連絡部長 →1994.4.1 陸将補昇任                    | 陸上自衛隊関西地区補給処長 兼 宇治駐屯地司令    | ○                     |
| 21 | 厚井高明               | 1995.6.30 - 1997.6.30  | 防大7期                          | 陸上幕僚監部人事部警務課長                                     | 退職                                            | ○                     |
| 22 | 藤巻富久夫             | 1997.7.1 - 1999.12.9   | 中央大学 昭和42年卒              | 陸上幕僚監部人事部警務課長                                     | 退職                                            | ○                     |
| 23 | 池田順市               | 1999.12.10 - 2000.3.14 | 生徒4期・ 国士舘大学             | 陸上幕僚監部人事部警務課長                                     | 陸上幕僚監部付 →2000.4.28 退職                  | ○ ※                   |
| 24 | 武田能行               | 2000.3.15 - 2001.6.28  | 防大13期                         | 第5師団副師団長                                                | 陸上自衛隊小平学校長 兼 小平駐屯地司令          |                       |
| 25 | 一康人                 | 2001.6.29 - 2003.6.30  | 防大14期                         | 陸上幕僚監部警務管理官                                         | 退職                                            | 姓は「一」 （はじめ） |
| 26 | 榊枝宗男               | 2003.7.1 - 2007.4.19   | 防大19期                         | 陸上幕僚監部警務管理官                                         | 陸上自衛隊小平学校長 兼 小平駐屯地司令          |                       |
| 27 | 加瀬静夫               | 2007.4.20 - 2009.12.6  | 生徒14期・ 防大20期              | 陸上幕僚監部警務管理官                                         | 退職                                            |                       |
| 28 | 山本一利               | 2009.12.7 - 2011.8.4   | 都立大学法学部 昭和53年卒        | 東北方面混成団長                                               | 陸上自衛隊中央業務支援隊長 兼 市ヶ谷駐屯地司令  |                       |
| 29 | 相澤傑                 | 2011.8.5 - 2013.12.17  | 防大24期                         | 東部方面後方支援隊長                                           | 退職                                            |                       |
| 30 | 山内大輔               | 2013.12.18 - 2015.8.3  | 防大29期                         | 陸上自衛隊小平学校副校長                                       | 中部方面総監部幕僚長                            |                       |
| 31 | 佐々木伸司             | 2015.8.4 - 2017.3.26   | 北海道大学 昭和57年卒            | 陸上自衛隊小平学校副校長                                       | 退職                                            |                       |
| 32 | 檀上正樹               | 2017.3.27 - 2019.3.31  | 防大32期                         | 北部方面総監部情報部長                                         | 陸上自衛隊小平学校長 兼 小平駐屯地司令          |                       |
| 33 | 梅田将                 | 2019.4.1 - 2021.3.25   | 生徒25期・ 神奈川大学法学部      | 自衛隊大阪地方協力本部長                                       | 退職                                            |                       |
| 34 | 吉田幸一               | 2021.3.26 - 2023.8.28  | 名城大学                         | 東北方面総監部幕僚副長                                         | 第1師団副師団長 兼 練馬駐屯地司令               |                       |
| 35 | 河口弘幸               | 2023.8.29 - 2025.3.23  | 早稲田大学                       | 第3施設団長 兼 南恵庭駐屯地司令                                | 陸上幕僚監部指揮通信システム・情報部長          |                       |
| 36 | 河野保之               | 2025.3.24 -            | 防大37期                         | 陸上幕僚監部警務管理官                                         |                                                 |                       |

○：芝浦分屯地司令を兼ねる
※：東富士演習場違法射撃事件の項を参照

## 海上自衛隊警務隊

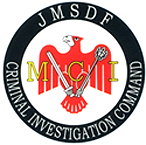
海上自衛隊警務隊ロゴ

海上自衛隊の「海上自衛隊警務隊」（JMSDF Criminal Investigation Command）は、警務隊本部および地方警務隊をもって編成する。警務隊司令は警務官である1等海佐が充てられる。また、地方警務隊には警務分遣隊又は警務連絡班を置くことができる。
遠洋練習航海には1957年（昭和32年）度の第1回から練習艦隊司令部に警務官を随伴勤務させている。また、艦艇部隊の国外派遣に際し、所要の警務官を随伴勤務させ、必要な警務支援に従事している。
なお、警備隊時代の1953年（昭和28年）当時には、警務隊は編成されず、警務官および警務官補として指定された者は警備隊では18名であった。

### 沿革
- 1953年（昭和28年）
  - 6月15日：第1期警務官課程修了者のうち、10名を初めて警務官に任命し、第二幕僚監部および横須賀、舞鶴地方総監部に配置し、第二幕僚監部警務官室、横須賀、舞鶴地方総監部警務官室が設置された（先任の警務官は第二幕僚監部にあっては中央警務主任、地方総監部にあっては地方警務主任）[20]。
  - 10月16日：大湊地方総監部に警務官室が設置[20]。
  - 11月14日：佐世保地方総監部に警務官室が設置[20]。
- 1954年（昭和29年）7月1日：海上自衛隊発足と同時に呉地方隊が新編され、呉地方総監部に警務官室が新設[20]。
- 1955年（昭和30年）2月25日：中央警務主任は中央首席警務官に、地方警務主任は地方首席警務官に改称[20]。
- 1959年（昭和34年）1月16日：海上幕僚監部総務部人事課に警務班が新設[20]。

東京に警務隊本部、横須賀・呉・佐世保・舞鶴・大湊に地方警務隊本部、基地隊・航空隊・学校所在地に警務分遣隊（11ヵ所）が設置。
- 1961年（昭和36年）2月1日：各地方総監部人事部に警務班が新設[20]。
- 1962年（昭和37年）5月1日：長官直轄部隊として「海上自衛隊警務隊」が新編[20]。
- 1967年（昭和42年）2月1日：海上幕僚監部総務部人事課の警務班が廃止され、所掌業務は同日付で新設された服務室に移管[20]。
- 1975年（昭和50年）10月1日：警務隊本部に企画科が新設[20]。
- 1976年（昭和51年）5月11日：海上自衛隊警務隊の長の名称が「海上自衛隊警務隊長」から「海上自衛隊警務隊司令」に改称[20]。
- 1987年（昭和62年）3月24日：東京地方警務隊が新編。
- 2001年（平成13年）4月1日[21]：海上幕僚監部総務部総務課に警務管理官が設置され、人事教育部補任課服務室から警務関係業務を移管[22]。
- 2022年（令和04年）3月1日：全国の警務隊を改編[23]。

1. 地方警務隊本部を6部隊から5部隊に縮小（東京地方警務隊本部を警務分遣隊に改編）[23]。
2. 警務分遣隊を19部隊から2部隊に縮小（東京と那覇のみ）[23]。
3. 新たに5個の警務班（硫黄島、徳島、鹿屋、小月、函館）を新編[23]。

### 部隊編成
※ 令和4年3月1日時点
- 海上自衛隊警務隊本部（市ヶ谷地区）
  - 総務科
  - 企画科
  - 捜査科
- 横須賀地方警務隊
  - 横須賀地方警務隊本部（横須賀基地）
    - 硫黄島警務班（硫黄島航空基地）

  - 東京警務分遣隊（市ヶ谷地区）
- 呉地方警務隊
  - 呉地方警務隊本部（呉基地）
    - 徳島警務班（徳島航空基地）
- 佐世保地方警務隊
  - 佐世保地方警務隊本部（佐世保基地）
    - 鹿屋警務班（鹿屋航空基地）
    - 小月警務班（小月航空基地）

  - 那覇警務分遣隊（那覇航空基地）
- 舞鶴地方警務隊（舞鶴基地）
- 大湊地方警務隊
  - 大湊地方警務隊本部（大湊基地）
    - 函館警務班（函館基地）

#### 以前の部隊編成
令和4年2月28日以前の部隊編成は下記の通りである。地方警務隊は、東京および各地方隊毎に設けられていた。
- 海上自衛隊警務隊本部（市ヶ谷地区）
  - 総務科
  - 企画科
  - 捜査科
- 東京地方警務隊
  - 東京地方警務隊本部（市ヶ谷地区）
  - 十条警務分遣隊（十条地区）
- 横須賀地方警務隊
  - 横須賀地方警務隊本部（横須賀基地）
  - 厚木警務分遣隊（厚木航空基地）
  - 硫黄島警務分遣隊（硫黄島航空基地）
  - 館山警務分遣隊（館山航空基地）
  - 下総警務分遣隊（下総航空基地）
  - 木更津警務分遣隊（木更津地区）
- 呉地方警務隊
  - 呉地方警務隊本部（呉基地）
  - 阪神警務分遣隊（阪神基地）
  - 小松島警務分遣隊（小松島航空基地）
  - 岩国警務分遣隊（岩国航空基地）
  - 徳島警務分遣隊（徳島航空基地）
  - 江田島警務分遣隊（江田島地区）
- 佐世保地方警務隊
  - 佐世保地方警務隊本部（佐世保基地）
  - 下関警務分遣隊（下関基地）
  - 勝連警務分遣隊（沖縄基地）
  - 鹿屋警務分遣隊（鹿屋航空基地）
  - 那覇警務分遣隊（那覇航空基地）
  - 大村警務分遣隊（大村航空基地）
  - 小月警務分遣隊（小月航空基地）
- 舞鶴地方警務隊（舞鶴基地）
- 大湊地方警務隊
  - 大湊地方警務隊本部（大湊基地）
  - 函館警務分遣隊（函館基地）
  - 八戸警務分遣隊（八戸航空基地）

### 主要幹部
| 官職名               | 階級    | 氏名     | 補職発令日     | 前職                                |
| -------------------- | ------- | -------- | -------------- | ----------------------------------- |
| 海上自衛隊警務隊司令 | 1等海佐 | 関本健   | 2025年04月10日 | 海上幕僚監部総務部総務課 警務管理官 |
| 副長                 | 2等海佐 | 髙嶋佳史 | 2025年08月06日 | 海上自衛隊警務隊本部勤務            |

| 代                   | 氏名               | 在職期間               | 出身校・期                     | 前職                                | 後職                                      | 備考                |
| 海上自衛隊警務隊長   | 海上自衛隊警務隊長 | 海上自衛隊警務隊長     | 海上自衛隊警務隊長             | 海上自衛隊警務隊長                  | 海上自衛隊警務隊長                        | 海上自衛隊警務隊長  |
| -------------------- | ------------------ | ---------------------- | ------------------------------ | ----------------------------------- | ----------------------------------------- | ------------------- |
| 01                   | 木村宗則           | 1962.5.1 - 1968.1.22   |                                | 海上幕僚監部総務部人事課 警務班長   | 停年退官（海将補昇任）                    |                     |
| 02                   | 住田充男           | 1968.1.23 - 1972.6.15  | 海経32期                       | 海上自衛隊警務隊本部付              | 横須賀地方総監部管理部長                  |                     |
| 03                   | 安藤寿郎           | 1972.6.16 - 1975.3.31  | 海経33期                       | 海上自衛隊警務隊本部付              | 海上自衛隊幹部学校研究部員                |                     |
| 04                   | 鈴木右兵衛         | 1975.4.1 - 1976.5.10   | 中央大学 昭和26年卒            | 海上自衛隊警務隊副長                | 海上自衛隊警務隊司令                      |                     |
| 海上自衛隊警務隊司令 |                    |                        |                                |                                     |                                           |                     |
| 01                   | 鈴木右兵衛         | 1976.5.11 - 1978.7.31  | 中央大学 昭和26年卒            | 海上自衛隊警務隊長                  | 呉地方総監部管理部長                      |                     |
| 02                   | 大橋敬三           | 1978.8.1 - 1979.8.31   | 海兵75期・ 京都大学 昭和27年卒 | 防衛研修所所員                      | 防衛大学校教授                            | 海将補              |
| 03                   | 鈴木右兵衛         | 1979.9.1 - 1981.12.1   | 中央大学 昭和26年卒            | 呉地方総監部管理部長                | 海上幕僚監部付 →1981.12.28 退職           | 1980.1.1 海将補昇任 |
| 04                   | 稲田芳夫           | 1981.12.2 - 1987.7.6   | 九州大学 昭和31年卒            | 横須賀地方警務隊長                  | 退職                                      | 1986.7.1 海将補昇任 |
| 05                   | 尾澤一好           | 1987.7.7 - 1988.12.10  | 中央大学・ 9期幹候             | 第1掃海隊群司令                     | 定年退官（海将補昇任）                    |                     |
| 06                   | 小林彬宏           | 1988.12.11 - 1991.12.9 | 中央大学・ 9期幹候             | 海上幕僚監部総務部法務課長          | 定年退官                                  |                     |
| 07                   | 藤田修外           | 1991.12.10 - 1994.3.22 | 中央大学・ 13期幹候            | 横須賀基地業務隊司令                | 海上自衛隊東京業務隊付 →1994.6.8 定年退官 |                     |
| 08                   | 駒口秀紀           | 1994.3.23 - 1996.7.31  | 法政大学・ 15期幹候            | 海上幕僚監部監理部法務課長          | 退職（海将補昇任）                        |                     |
| 09                   | 山本弘一           | 1996.8.1 - 2001.1.10   | 名古屋大学・ 19期幹候          | 海上幕僚監部監理部法務課長          | 定年退職（海将補昇任）                    |                     |
| 10                   | 高橋弘道           | 2001.1.11 - 2005.7.31  | 同志社大学・ 20期幹候          | 防衛研究所所員                      | 退職                                      |                     |
| 11                   | 高田博幸           | 2005.8.1 - 2009.12.14  | 防大18期                       | 防衛大学校教授                      | 退職（海将補昇任）                        |                     |
| 12                   | 武田孝充           | 2009.12.15 - 2013.12.2 | 明治学院大学・ 30期幹候        | 海上幕僚監部首席法務官              | 海上自衛隊東京業務隊付 →2014.1.26 退職    |                     |
| 13                   | 島川義明           | 2013.12.3 - 2016.6.30  | 法政大学・ 33期幹候            | 海上幕僚監部総務部総務課 警務管理官 | 退職（海将補昇任）                        |                     |
| 14                   | 中尾博孝           | 2016.7.1 - 2020.3.31   | 防大27期                       | 海上幕僚監部総務部                  | 退職（海将補昇任）                        |                     |
| 15                   | 宮原伸行           | 2020.4.1 - 2025.4.9    | 早稲田大学・ 40期幹候          | 統合幕僚監部首席法務官              | 退職（海将補昇任）                        |                     |
| 16                   | 関本 健            | 2025.4.10 -            |                                | 海上幕僚監部総務部総務課 警務管理官 |                                           |                     |

## 航空警務隊

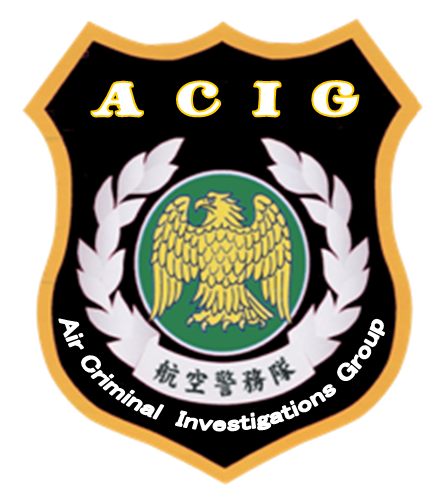
航空警務隊章

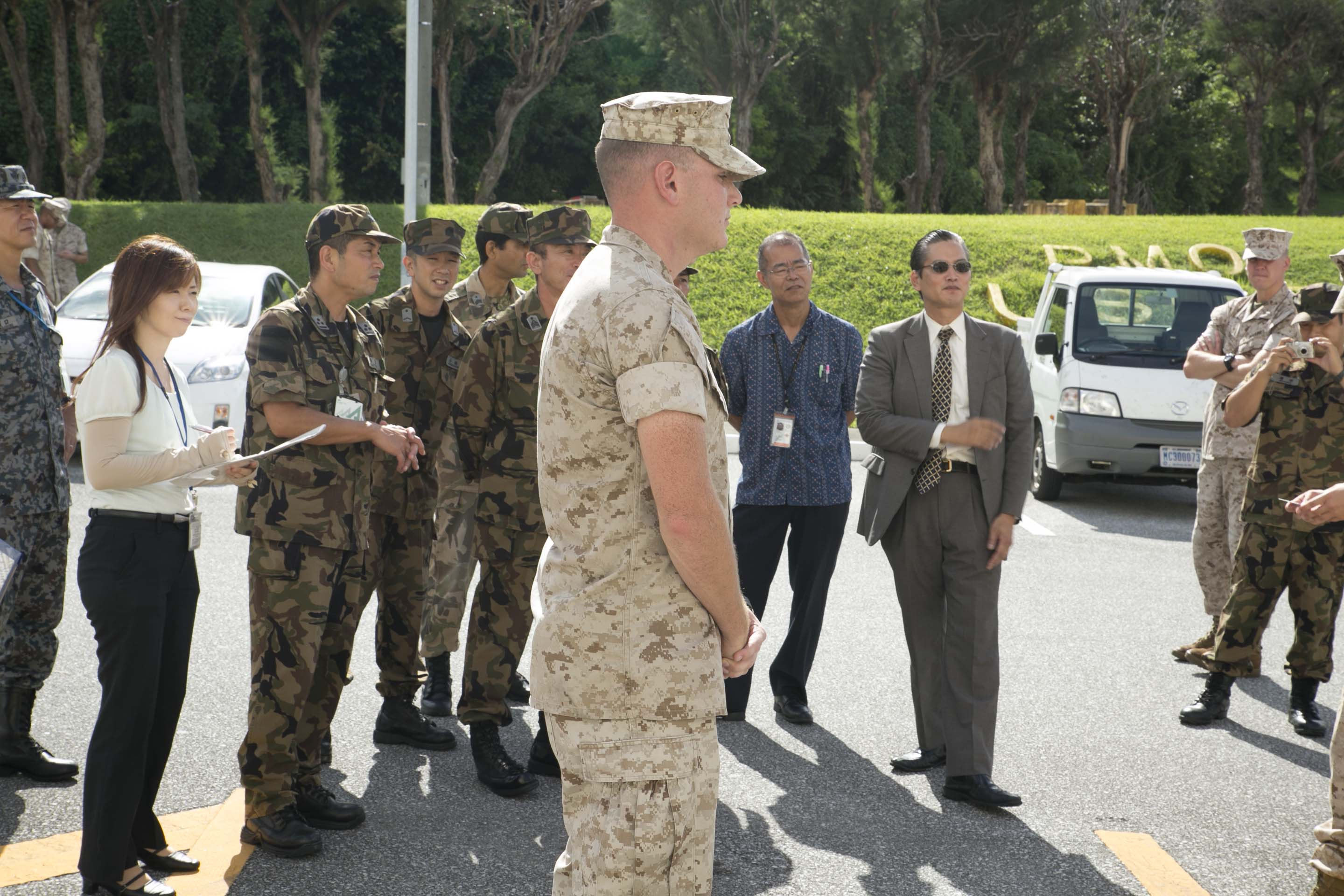
航空自衛隊警務官がキャンプ・フォスターの米海兵憲兵隊事務所を訪問し、憲兵隊の日常業務を視察した際の様子。

航空自衛隊の「航空警務隊」（こうくうけいむたい：JASDF Air Police GroupまたはAir Criminal Investigations Group）は、中央に航空警務隊本部が、主要基地に6個の地方警務隊が置かれている。また、地方警務隊から基地および分屯基地に警務連絡班が派遣されている。警務隊司令は1等空佐、地方警務隊長は1等空佐又は2等空佐、3等空佐をもって充てられる。

### 沿革
- 1955年（昭和30年）9月20日：警務隊本部が越中島駐屯地に編成[30]。三沢・松島・浜松・防府・築城各警務分遣隊が編成[30]。
- 1956年（昭和31年）
  - 3月25日：警務隊本部が越中島基地から霞ヶ関に移転[30]。
  - 9月1日：宇都宮・木更津・美保・板付各警務分遣隊が編成[30]。
  - 12月1日：奈良警務分遣隊が編成[30]。
- 1957年（昭和32年）
  - 9月2日：千歳・入間川・岐阜各警務分遣隊が編成[30]。
  - 12月20日：新田原警務分遣隊が編成[30]。
- 1958年（昭和33年）
  - 8月1日：部隊改編。

  1. 警務隊が航空警務隊に改称[30]。
  2. 仙台・小月・熊谷各警務分遣隊が編成[30]。
  3. 板付警務分遣隊が春日警務分遣隊に、入間川警務分遣隊が入間警務分遣隊に改称[30]。

  - 8月25日：小牧警務分遣隊が編成[30]。
- 1960年（昭和35年）1月12日：航空警務隊本部が霞ヶ関基地から檜町基地に移転[30]。
- 1961年（昭和36年）2月1日：静浜・小松・芦屋各警務分遣隊が編成[30]。
- 1962年（昭和37年）1月18日：仙台警務分遣隊が廃止[30]。
- 1963年（昭和38年）3月15日：宇都宮警務分遣隊が廃止[30]。
- 1964年（昭和39年）
  - 8月1日：小月警務分遣隊が廃止[30]。
  - 12月1日：岩国警務分遣隊が新編[30]。
- 1965年（昭和40年）11月20日：百里警務分遣隊が編成[30]。
- 1967年（昭和42年）12月1日：岩国警務分遣隊が廃止[30]。
- 1970年（昭和45年）10月1日：航空警務隊本部に副隊長が設置[30]。東京警務分遣隊が檜町基地に新編。
- 1972年（昭和47年）10月11日：臨時那覇警務分遣隊が新編[30]。
- 1973年（昭和48年）10月16日：臨時那覇警務分遣隊が那覇警務分遣隊に改編[30]。
- 1978年（昭和53年）4月3日：各警務分遣隊が地方警務隊に改称[30]。
- 1981年（昭和56年）3月25日：航空警務隊本部が檜町基地から府中基地に移転[30]。
- 2000年（平成12年）5月8日：東京地方警務隊が檜町基地から市ヶ谷基地に移転[30]。
- 2002年（平成14年）6月30日：航空警務隊本部が府中基地から市ヶ谷基地に移転[30]。
- 2025年（令和07年）4月1日：組織改編[31]。

1. 22カ所の地方警務隊を千歳、三沢、入間、小牧、春日、那覇の6カ所に集約[31]。
2. 入間地方警務隊の隊長を1佐職とし、人員を約10人から約40人に増員[31]。

### 部隊編成
※ 令和7年4月1日時点
- 航空警務隊本部（市ヶ谷基地）
- 千歳地方警務隊（千歳基地）
- 三沢地方警務隊（三沢基地）
- 入間地方警務隊（入間基地）
- 小牧地方警務隊（小牧基地）
- 春日地方警務隊（春日基地）
- 那覇地方警務隊（那覇基地）

#### 以前の部隊編成
令和7年3月31日以前の部隊編成は下記の通りである。
- 航空警務隊本部（市ヶ谷基地）
- 千歳地方警務隊（千歳基地）
- 三沢地方警務隊（三沢基地）
- 松島地方警務隊（松島基地）
- 百里地方警務隊（百里基地）
- 熊谷地方警務隊（熊谷基地）
- 木更津地方警務隊（木更津分屯基地）
- 東京地方警務隊（市ヶ谷基地）
- 横田地方警務隊（横田基地）
- 入間地方警務隊（入間基地）
- 府中地方警務隊（府中基地）
- 静浜地方警務隊（静浜基地）
- 浜松地方警務隊（浜松基地）
- 小牧地方警務隊（小牧基地）
- 岐阜地方警務隊（岐阜基地）
- 小松地方警務隊（小松基地）
- 奈良地方警務隊（奈良基地）
- 美保地方警務隊（美保基地）
- 防府地方警務隊（防府南基地）
- 築城地方警務隊（築城基地）
- 芦屋地方警務隊（芦屋基地）
- 春日地方警務隊（春日基地）
- 新田原地方警務隊（新田原基地）
- 那覇地方警務隊（那覇基地）

### 主要幹部
| 官職名         | 階級    | 氏名       | 補職発令日     | 前職                               |
| -------------- | ------- | ---------- | -------------- | ---------------------------------- |
| 航空警務隊司令 | 1等空佐 | 大久保正広 | 2024年04月01日 | 航空警務隊副司令                   |
| 副司令         | 1等空佐 | 加美山聡   | 2025年07月31日 | 北部航空方面隊司令部装備部長       |
| 入間警務隊長   | 1等空佐 | 南谷瑞穂   | 2025年04月01日 | 中部航空方面隊司令部支援飛行隊司令 |

| 代             | 氏名                 | 在職期間                                                    | 前職                               | 後職                                                           |              |              |
| 航空警務隊長   | 航空警務隊長         | 航空警務隊長                                                | 航空警務隊長                       | 航空警務隊長                                                   | 航空警務隊長 | 航空警務隊長 |
| -------------- | -------------------- | ----------------------------------------------------------- | ---------------------------------- | -------------------------------------------------------------- | ------------ | ------------ |
| 01             | 吉井博通 （2等空佐） | 1958年08月01日 - 1962年02月28日                             | 警務隊長                           | 第1航空団司令部人事部長                                        |              |              |
| 02             | 福島英雄             | 1962年03月01日 - 1966年07月15日 ※1964年07月01日 1等空佐昇任 | 航空警務隊勤務                     | 飛行教育集団司令部監理部長                                     |              |              |
| 03             | 吉井博通             | 1966年07月16日 - 1969年10月19日                             | 飛行教育集団司令部監理部長         | 航空自衛隊補給統制処付 →1970年1月26日 00停年退官（空将補昇任） |              |              |
| 04             | 山本久徳             | 1969年10月20日 - 1973年09月30日 ※1973年07月01日 空将補昇任  | 航空警務隊勤務                     | 航空幕僚監部付 →1974年1月1日 退職                              |              |              |
| 末             | 今宮賚三             | 1973年10月01日 - 1974年04月10日                             | 航空警務隊副隊長                   | 航空警務隊司令                                                 |              |              |
| 航空警務隊司令 |                      |                                                             |                                    |                                                                |              |              |
| 01             | 今宮賚三             | 1974年04月11日 - 1975年04月15日                             | 航空警務隊長                       | 航空中央業務隊付 →1975年7月1日 退職                            |              |              |
| 02             | 松村正雄             | 1975年04月16日 - 1976年10月14日                             | 航空警務隊副司令                   | 航空自衛隊幹部候補生学校勤務                                   |              |              |
| 03             | 山根勝己 （空将補）  | 1976年10月15日 - 1978年03月15日                             | 航空幕僚監部人事教育部付           | 航空幕僚監部付 →1978年7月1日 退職                              |              |              |
| 04             | 吉川文泰             | 1978年03月16日 - 1980年03月23日 ※1979年02月01日 空将補昇任  | 飛行教育集団司令部人事部長         | 第1航空教育隊司令 兼 防府南基地司令                            |              |              |
| 05             | 高橋文敏 （空将補）  | 1980年03月24日 - 1981年06月30日                             | 航空自衛隊幹部学校勤務             | 航空幕僚監部付 →1981年10月1日 退職                             |              |              |
| 06             | 山田昇               | 1981年07月01日 - 1984年06月05日 ※1982年01月01日 空将補昇任  | 航空自衛隊調査隊司令               | 航空幕僚監部付 →1984年7月2日 退職                              |              |              |
| 07             | 高屋一郎 （空将補）  | 1984年06月06日 - 1986年03月17日                             | 陸上幕僚監部調査部勤務             | 退職                                                           |              |              |
| 08             | 川又喜代次           | 1986年03月17日 - 1987年07月07日 ※1986年07月01日 空将補昇任  | 飛行教育集団司令部人事部長         | 退職                                                           |              |              |
| 09             | 坂田勉               | 1987年07月07日 - 1991年03月15日                             | 航空警務隊副司令                   | 第83航空隊司令 兼 那覇基地司令 （空将補昇任）                  |              |              |
| 10             | 難波皎               | 1991年03月16日 - 1995年12月19日                             | 航空警務隊副司令                   | 退職（空将補昇任）                                             |              |              |
| 11             | 森本益夫             | 1995年12月19日 - 1997年11月30日                             | 航空警務隊副司令                   | 第11飛行教育団司令 兼 静浜基地司令                             |              |              |
| 12             | 津久井建美           | 1997年12月01日 - 2001年03月31日                             | 航空警務隊勤務                     | 第11飛行教育団司令 兼 静浜基地司令                             |              |              |
| 13             | 多久和淑夫           | 2001年04月01日 - 2004年07月31日                             | 航空警務隊勤務                     | 退職（空将補昇任）                                             |              |              |
| 14             | 田口千秋             | 2004年08月01日 - 2008年11月30日                             | 第11飛行教育団司令 兼 静浜基地司令 | 退職（空将補昇任）                                             |              |              |
| 15             | 松原準一             | 2008年12月01日 - 2012年07月31日                             | 航空警務隊副司令                   | 退職（空将補昇任）                                             |              |              |
| 16             | 井出方明             | 2012年08月01日 - 2016年07月31日                             | 偵察航空隊司令                     | 退職（空将補昇任）                                             |              |              |
| 17             | 宮木浩               | 2016年08月01日 - 2020年10月12日                             | 自衛隊山口地方協力本部長           | 退職（空将補昇任）                                             |              |              |
| 18             | 渡邉弘之             | 2020年10月13日 - 2022年06月11日                             | 航空警務隊副司令                   | 退職（空将補昇任）                                             |              |              |
| 19             | 荒井将人             | 2022年06月12日 - 2024年03月31日                             | 航空警務隊副司令                   | 防衛大学校防衛学教育学群 戦略教育室長 兼 防衛大学校教授        |              |              |
| 20             | 大久保正広           | 2024年04月01日 -                                            | 航空警務隊副司令                   |                                                                |              |              |

## 関連法令
- 自衛隊法（昭和29年法律第165号）
- 自衛隊法施行令（昭和29年政令第179号）第32条
- 警務官及び警務官補の指定並びに権限の行使及び調整に関する訓令（昭和30年5月18日防衛庁訓令第33号）
- 警務隊の組織及び運用に関する訓令（昭和34年12月16日陸上自衛隊訓令第61号）
- 海上自衛隊警務隊の編制及び運用に関する訓令（昭和37年5月1日海上自衛隊訓令第9号）
- 航空警務隊の任務及び運用に関する訓令（昭和36年6月30日航空自衛隊訓令第3号）
- 自衛隊犯罪捜査服務規則（昭和34年12月21日防衛庁訓令第72号）

## 関連文献
- 荒木肇編著、陸上自衛隊小平学校協力『自衛隊警務隊逮捕術』(並木書房、2020年)